# Église Saint-Orens de Montauban
L'église Saint-Orens de Montauban est une église catholique située à Montauban, en France.

## Localisation
L'église est située dans le département français de Tarn-et-Garonne, dans le quartier de Villebourbon, Commune de Montauban .

## Historique
L'église est dédiée à saint Orens évêque d'Auch au Ve siècle, né à Huesca vers 370.
Au XIVe siècle, la première église du quartier de Villebourbon, annexe était située à l’entrée du Pont Vieux. Elle a été détruite par les guerres de religion, une nouvelle église déjà dédiée à saint Orens est reconstruite en 1650, à la hauteur de l’édifice actuel mais trop près de la rivière qui l’emporte en 1652. Elle est reconstruite en retrait en 1660 et agrandie en 1757. Devenue, elle aussi trop petite, elle est totalement démolie et remplacée par l’église actuelle dont la construction dure de 1870 à 1891. Le clocher sera terminé seulement en 1935.

## Description
Le monument est de style néo-gothique qui était prisé des architectes dans le midi toulousain à la de la fin du XIXème siècle. En 1992, des travaux intérieurs ont permis d’adapter le monument aux normes liturgiques du Concile Vatican II .
À cette occasion un autel de marbre rouge qui se trouvait auparavant dans la chapelle du monastère Notre-Dame de Charité-du-Refuge, à côté de Sapiac, a été mis en place.
De nombreux objets d’art provenant des églises antérieures y sont conservées : statues de la Vierge, de saint Orens, tableaux du XVIIe siècle et XVIIIe siècle, reliquaire de saint Orens. L’église est ornée de vitraux de la fin du XIXe siècle  (le chœur de l’église et les chapelles à la gloire de la Vierge Marie).

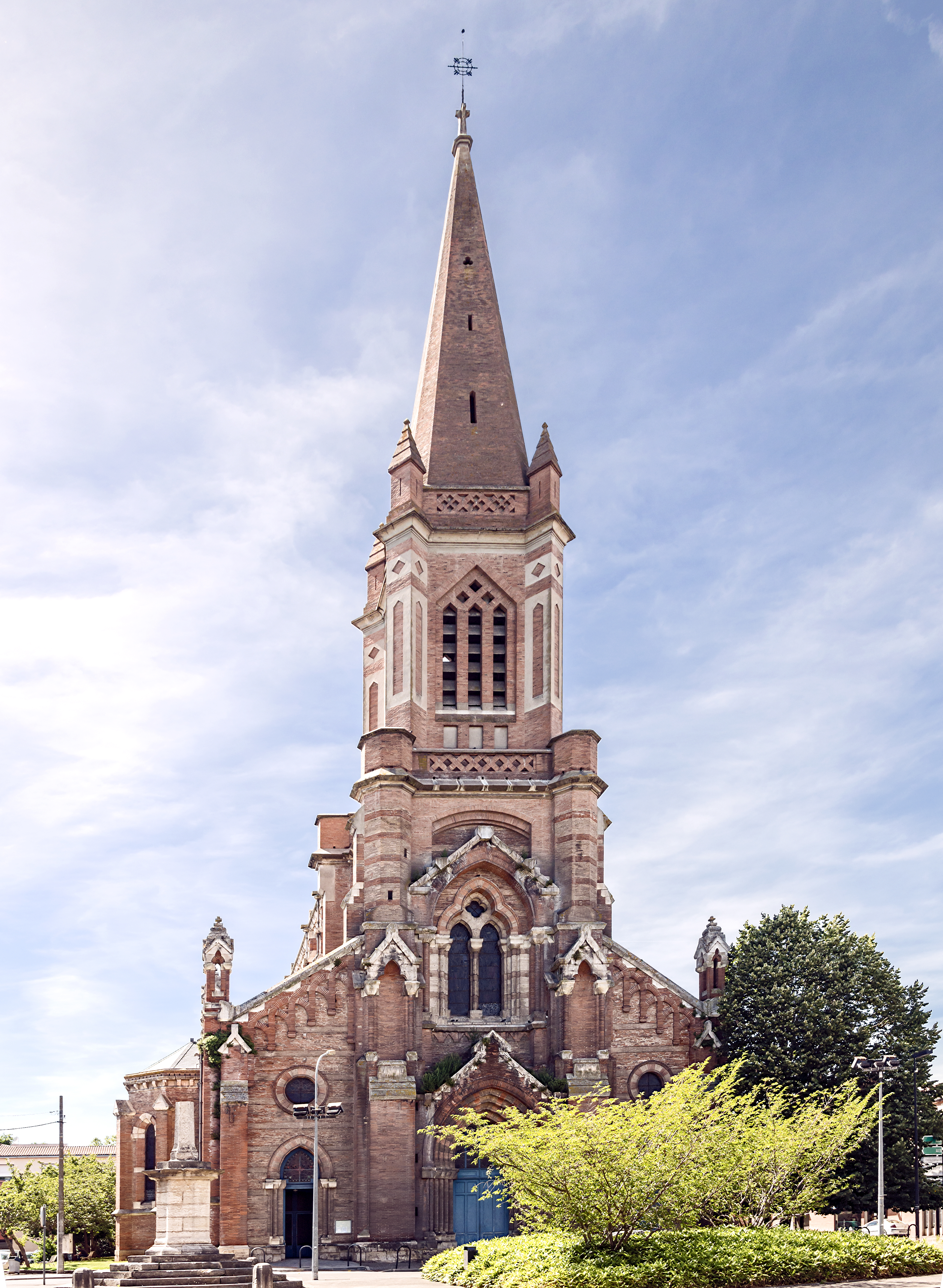
La façadé
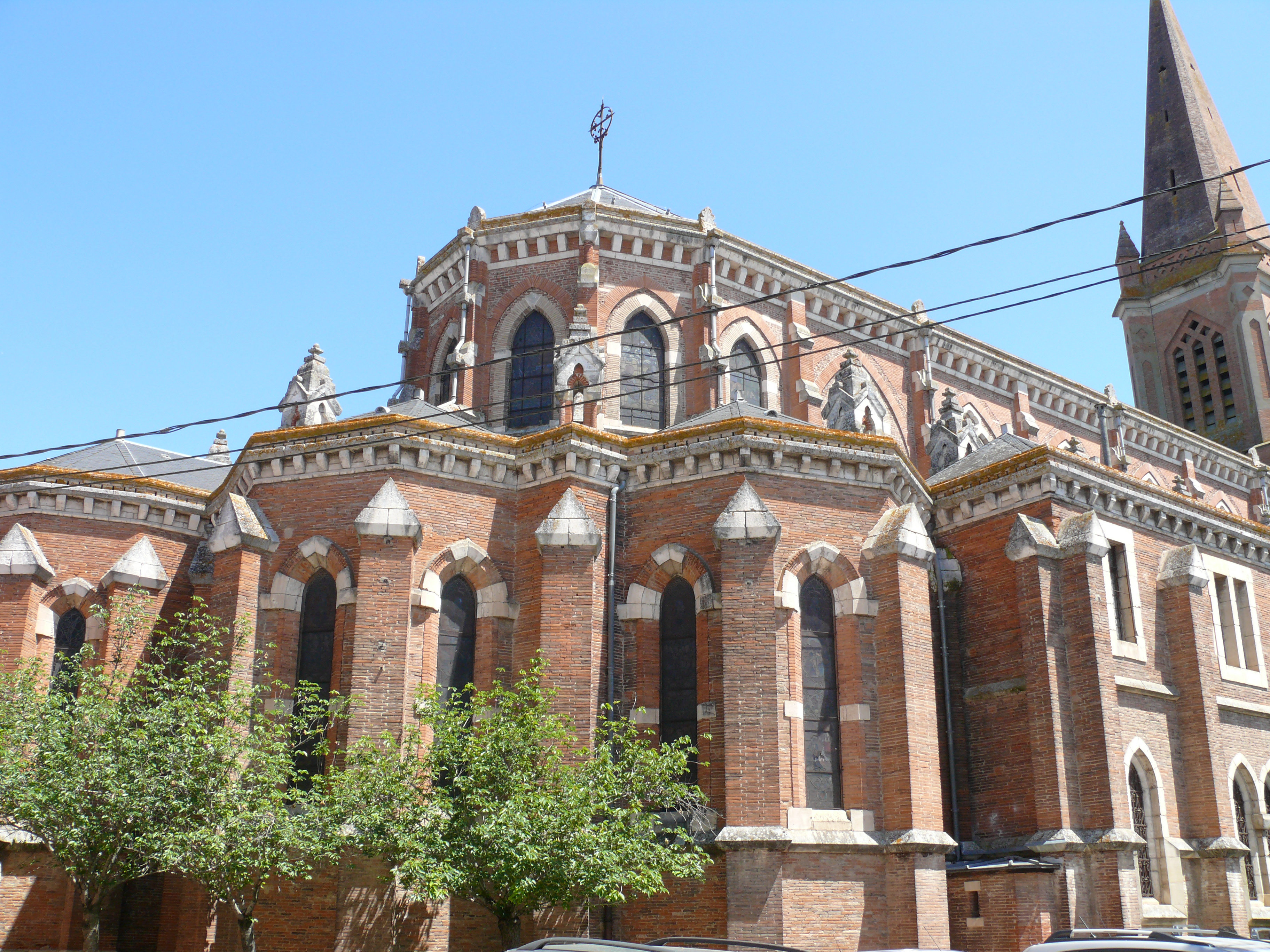
L'abside
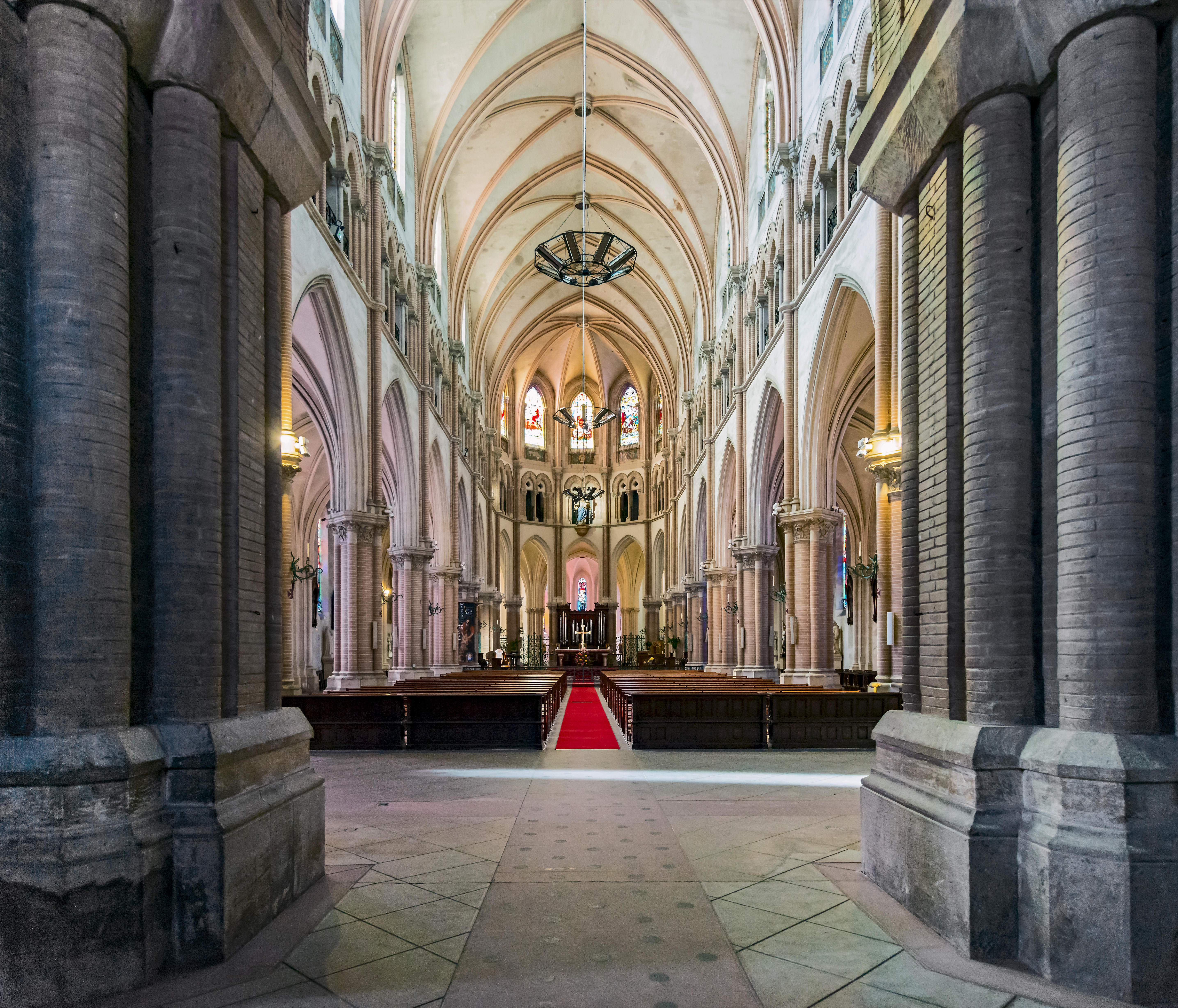
L'intérieur